# 大相撲平成30年3月場所
大相撲平成30年3月場所（おおずもうへいせい30ねん3がつばしょ）は、2018年3月11日から3月25日までエディオンアリーナ大阪（大阪府立体育会館）で開催された大相撲本場所である。幕内最高優勝は横綱・鶴竜力三郎（13勝2敗・8場所ぶり4回目）。

## 場所前の話題など
- 番付発表は2018年2月26日。
- 日馬富士暴行事件の被害者西十両12枚目貴ノ岩が土俵に復帰するとあってその取組が注目された。結果8勝7敗で勝ち越し。
- 元大関照ノ富士が十両に陥落。史上4例目。半年ぶりに白星をあげたが怪我が治りきらず6勝9敗。

## 番付・星取表
| 東       | 東         | 東               | 番付   | 西       | 西         | 西     |
| 四股名   | 成績       | 結果             | 番付   | 四股名   | 成績       | 結果   |
| -------- | ---------- | ---------------- | ------ | -------- | ---------- | ------ |
| 鶴竜     | 13勝2敗    | 優勝             | 横綱   | 白鵬     | 0勝0敗15休 |        |
| 稀勢の里 | 0勝0敗15休 |                  | 横綱   |          |            |        |
| 髙安     | 12勝3敗    | 優勝次点         | 大関   | 豪栄道   | 9勝6敗     |        |
| 御嶽海   | 7勝8敗     |                  | 関脇   | 栃ノ心   | 10勝5敗    | 殊勲賞 |
| 逸ノ城   | 9勝6敗     |                  | 小結   | 千代大龍 | 4勝11敗    |        |
| 遠藤     | 9勝6敗     | 技能賞           | 前頭1  | 玉鷲     | 9勝6敗     |        |
| 荒鷲     | 2勝13敗    |                  | 前頭2  | 宝富士   | 5勝10敗    |        |
| 琴奨菊   | 6勝9敗     |                  | 前頭3  | 貴景勝   | 3勝8敗4休  |        |
| 松鳳山   | 8勝7敗     |                  | 前頭4  | 正代     | 7勝8敗     |        |
| 千代丸   | 6勝9敗     |                  | 前頭5  | 阿武咲   | 0勝0敗15休 |        |
| 魁聖     | 12勝3敗    | 優勝次点、敢闘賞 | 前頭6  | 北勝富士 | 6勝9敗     |        |
| 阿炎     | 10勝5敗    |                  | 前頭7  | 嘉風     | 7勝8敗     |        |
| 輝       | 7勝8敗     |                  | 前頭8  | 大栄翔   | 9勝6敗     |        |
| 隠岐の海 | 7勝8敗     |                  | 前頭9  | 竜電     | 8勝7敗     |        |
| 千代翔馬 | 9勝6敗     |                  | 前頭10 | 千代の国 | 7勝8敗     |        |
| 栃煌山   | 5勝10敗    |                  | 前頭11 | 豊山     | 10勝5敗    |        |
| 石浦     | 7勝8敗     |                  | 前頭12 | 琴勇輝   | 1勝13敗1休 |        |
| 大翔丸   | 9勝6敗     |                  | 前頭13 | 朝乃山   | 8勝7敗     |        |
| 勢       | 11勝4敗    |                  | 前頭14 | 錦木     | 5勝10敗    |        |
| 蒼国来   | 5勝7敗3休  |                  | 前頭15 | 妙義龍   | 6勝9敗     |        |
| 大奄美   | 10勝5敗    |                  | 前頭16 | 英乃海   | 3勝12敗    |        |
| 碧山     | 8勝7敗     |                  | 前頭17 |          |            |        |

## 優勝争い
横綱の白鵬と稀勢の里が初日から休場。初日は関脇以下での連覇を目指す関脇栃ノ心、横綱鶴竜は白星。しかし両大関は豪栄道が玉鷲に押し出され、髙安が遠藤に送り出されるという春場所らしい波乱の幕開けとなった。
2日目は栃ノ心が玉鷲に叩き込みで早々に敗れた。鶴竜、豪栄道は勝ったが、高安が小結逸ノ城に叩き込みで敗れ、連敗スタート。
3日目は栃ノ心も豪栄道も鶴竜も白星。
4日目は鶴竜は白星。しかし、栃ノ心は貴景勝に叩き込まれ、豪栄道は遠藤に突き落とされてそれぞれ2敗目を喫して優勝争いから後退。
5日目は4連勝中の平幕のうち、勢、碧山は敗れたが、松鳳山、魁聖は5連勝。横綱鶴竜も5連勝とした。
6日目は5連勝の平幕松鳳山が大関豪栄道と組まれ、引き落としで敗れた。残りの2名は白星。
7日目、8日目も鶴竜、魁聖は勝って共に中日勝ち越し。中日終了時点で他には1敗が平幕大奄美だけという状況。
9日目は大奄美が敗れ、全勝の2名が白星。全勝が鶴竜、魁聖、1敗がいなくなり、2敗が大関高安、関脇栃ノ心、小結逸ノ城、平幕大翔丸ら7人が追う展開となった。
10日目7勝2敗小結逸ノ城と9連勝平幕魁聖という注目の取組が組まれ、流石に6枚目の魁聖が逸ノ城の重さに勝てず、寄り切られ初黒星。逸ノ城勝ち越し。鶴竜は10連勝。
鶴竜は11連勝の経験がない横綱で11日目が鬼門だ。魁聖は不戦勝を手にした。そんな中、鶴竜は逸ノ城を寄り切ってジンクスを敗った。
しかし、12日目波乱が。まず魁聖が遠藤に敗れ2敗目。さらには先場所優勝栃ノ心が鶴竜を寄り切り、鶴竜まで黒星。栃ノ心は苦手だった横綱を敗っての勝ち越し。
終盤13日目は割が崩され、1敗鶴竜と2敗魁聖の取組が組まれることとなった。魁聖、流石に横綱には通用せず叩き込みで敗れ3敗。1敗鶴竜、3敗大関高安、平幕魁聖、勢。
鶴竜は14日目、勝つか3敗が全員敗れれば優勝決定という非常に有利な状況にで迎えた。しかし、3敗は全員白星。迎えた結びの大関豪栄道戦。豪栄道に攻められる場面もあったが、最後は叩き込みで豪栄道を下し、実に8場所ぶりの優勝を決めた。
しかし、千秋楽波乱があった。大関高安と鶴竜。鶴竜が攻めていく展開だったが、土俵際に物言いがつき取り直しとなる。高安はこの相撲で足を痛めたが、取り直しの相撲は高安が一方的に土俵を走り、鶴竜は寄り切られてしまった。結局、鶴竜13勝2敗。高安は優勝次点の12勝3敗。来場所全勝なら綱取りもあり得る成績となった。
殊勲賞は関脇以下で唯一優勝した横綱鶴竜を敗った関脇栃ノ心に、敢闘賞は優勝次点の12勝3敗の成績の魁聖、技能賞は持ち味の相撲を存分に発揮して小結昇進を確実にした遠藤にそれぞれ渡った。

## 各段優勝・三賞編集
※力士情報は2018年3月場所当時のもの。
| タイトル     | タイトル     | 四股名     | 地位        | 成績    | 部屋   | 出身                   | 回数・備考      |
| ------------ | ------------ | ---------- | ----------- | ------- | ------ | ---------------------- | --------------- |
| 幕内最高優勝 | 幕内最高優勝 | 鶴竜力三郎 | 東横綱      | 13勝2敗 | 井筒   | モンゴル・スフバートル | 8場所ぶり4回目  |
| 三賞         | 殊勲賞       | 栃ノ心剛史 | 西関脇      | 10勝5敗 | 春日野 | ジョージア・ムツヘタ   | 2場所連続2回目  |
| 三賞         | 敢闘賞       | 魁聖一郎   | 東前頭6枚目 | 12勝3敗 | 友綱   | ブラジル・サンパウロ   | 34場所ぶり3回目 |
| 三賞         | 技能賞       | 遠藤聖大   | 東前頭筆頭  | 9勝6敗  | 追手風 | 石川県鳳珠郡穴水町     | 9場所ぶり2回目  |